# Стульпинене, Зинаида Антановна
Зинаида Антановна Стульпинене — советский хозяйственный и политический деятель, лауреат Государственной премии СССР за выдающиеся достижения в труде.

## Биография
Родилась в 1941 году. Член КПСС.
С 1960 года — ткачиха Паневежского ордена Дружбы народов производственного льняного объединения «Линас» Литовской ССР. Зачинательница движения многостаночниц в производственном льняном объединении «Линас».
Окончила среднюю школу рабочей молодежи.
Член КПСС с 1965 года.
За большой личный вклад в увеличение производства высококачественных товаров народного потребления была в составе коллектива удостоен Государственной премии СССР за выдающиеся достижения в труде 1987 года
Избиралась депутатом Верховного Совета Литовской ССР 11-го созыва. Делегат XXVII съезда КПСС, член Центральной Ревизионной Комиссии КПСС в 1986—1990 годах..
Жила в Литве.

## Награды
- Орден «Знак Почёта» (12.05.1977)
- Орден Трудовой Славы 2 степени (02.08.1983)
- Орден Трудовой Славы 3 степени (21.04.1975)